# HE 1327-2326
HE 1327-2326 è una stella di sequenza principale o subgigante situata nella costellazione dell'Idra; dista circa 4000 anni luce dalla Terra. È una delle stelle con minori quantità di ferro conosciute: [Fe/H] = −5,4 ± 0,2, cioè 250.000 volte inferiore a quella solare. Tuttavia presenta grandi abbondanze di carbonio e azoto rispetto a quella di ferro. Per esempio, [C/H] = −1,4, ossia possiede una quantità di carbonio che è il 3% di quella solare. Ancora più abbondante è l'azoto: [C/N] = −1,1, ossia l'8% di quello solare. 
Sono state avanzate varie ipotesi per spiegare questa particolare composizione chimica. Una prima ipotesi è che la stella si sia formata da un gas quasi del tutto privo di metalli e che abbia ricevuto il carbonio e il ferro da una compagna più massiccia che l'ha contaminata dei prodotti del ciclo CNO durante la sua fase di gigante La compagna dovrebbe essere diventata ora una invisibile nana bianca. Un'altra spiegazione è che il mezzo interstellare da cui HE1327-2326 si è formata sia stato contaminato da una supernova a bassa energia con una stella progenitrice di circa 25 M☉: tali supernovae, infatti, producono grandi quantità di elementi chimici leggeri, ma basse quantità di ferro. Un terzo possibile scenario è quello di una stella di Popolazione III, i cui metalli derivano dai processi di reazione nucleare avvenuti durante la sua esistenza. In ogni caso, qualunque siano le modalità della sua formazione, HE1327-2326 è una delle stelle più vecchie conosciute, formatasi probabilmente qualche centinaio di milioni di anni dopo il Big Bang. 
HE1327-2326 è stata scoperta nel 2003 da Anna Frebel e colleghi dell'università di Amburgo in Germania nell'ambito di un progetto per la ricerca di quasar poco luminosi tramite il Schmidt da 1 m dell'ESO. Fu poi osservata mediante il telescopio da 3,6 m dell'ESO in Cile e il Telescopio Subaru da 8,2 m nelle Hawaii. La sua scoperta è stata resa nota tramite un articolo pubblicato nel 2005 sulla rivista Nature. HE1327-2326 è rimasta la stella a più basso contenuto di ferro conosciuta fino al 2014 quando è stata resa nota la scoperta di SMSS J031300.36-670839.3 (
 [Fe/H] < −6,1).